# Sylvia Lewis
Sylvia Lewis (23 dicembre 1941) è una nuotatrice britannica.
Specializzata nel dorso, ha partecipato ai Giochi di Roma 1960 e di Tokyo 1964, gareggiando in vari eventi della specialità dorso.